# Stomatolskylten
Stomatolskylten vid Slussen på Södermalm i Stockholm är Sveriges första och äldsta fungerande rörliga ljusreklam. Skylten med reklam för tandkrämen Stomatol sattes upp den 22 november 1909 av företaget Såpasjuderiet Grumme & Son på gamla Katarinahissens torn.
Sedan 1933 är skylten placerad på den närbelägna fastigheten Klevgränd 1B. Den konstruerades av uppfinnaren och konstnären Mauritz Larsson och består av 1361 25 W glödlampor i färgerna rött, gult och vitt. När skylten satt på gamla Katarinahissen fanns även en målad Stomatoltub med tilläggstext: "Friska tänder".
Stomatolskylten är ett känt inslag i Stockholms stadsbild ovanför Stockholms sjömanshems byggnad. Eftersom ljusreklam som blivit kulturarv inte kan K-märkas kan den dock plockas ned om fastighetsägaren önskar det.

## Historik

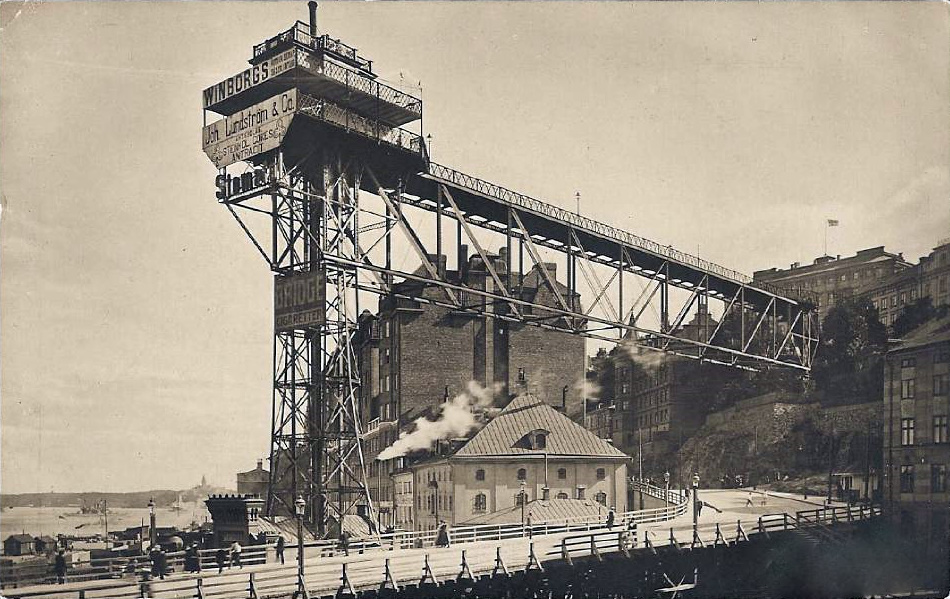
Målade reklamskyltar och första Stomatol-skylten, vykort tidigt 1900-tal.

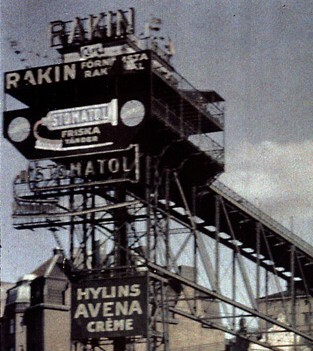
Den målade skylten överst och glödlampsskylten därunder, kort innan nedtagningen 1932.

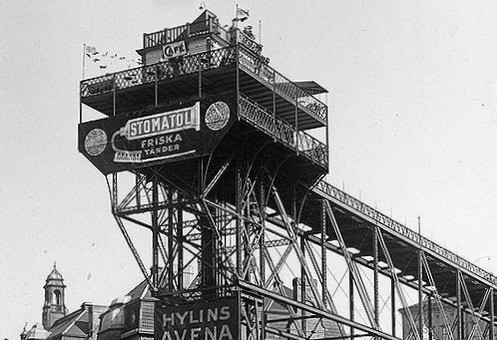
Den målade skylten på gamla Katarinahissen ännu kvar, glödlampsskylten är redan demonterad, cirka 1932.

Redan på 1890-talet nyttjades gamla Katarinahissens höga torn och utmärkta läge, över stora delar av Gamla stan för uppsättning av reklam för olika produkter. Det var fortfarande målade skyltar med  reklam för bland annat "Winborgs", "Wimans Ventiler", "Halda Fickur" och "Julius Slöör". På ett vykort från tidigt 1900-tal syns även den första glödlampsskylten för Stomatol som bara bestod av texten "STOMATOL" (se bild).
Mauritz Larsson hade uppfunnit likströmsbrytare och 1909 använde han dem för att, på uppdrag av Stockholmsföretaget Grumme & Son,  konstruera Stomatolskylten, som placerades på gamla Katarinahissen. Den rörliga reklamen börjar med en röd ram runt tandkrämstuben, sedan tänds bokstäverna i "STOMATOL" en och en, därefter tänds tandborsten. Sedan flyter tandkrämen på en något egendomlig bana från tuben till spetsen av tandborsten mot skaftet.
I det ursprungliga utförandet bestod skylten enbart av en tandkrämstub med texten "STOMATOL". Så småningom kompletterade man med borsten och tandkrämen. Även färgerna var annorlunda; tandkrämen var röd (nu vit) och borsten var vit (nu gul).
År 1933 revs den dåvarande hissen och skylten flyttades till ett hustak på Klevgränd 1B i närheten, där den ännu är placerad. Samtidigt försvann den målade skylten med tilläggstexten "Friska tänder".
Under båda världskrigen var Stomatolskylten släckt. År 1963 släcktes skylten när husen vid Klevgränd fick växelström istället för likström. År 1972 renoverades skylten som då var i mycket dåligt skick. En besiktningsman trampade genom det ruttna golvet i maskinrummet 20 meter över marken och ramlade nästan ner. När skylten åter tändes samma år blev bokstävernas typsnitt något bredare och lampornas ursprungsfärger hade ändrats.  
Åren 1981-1986 var Stomatolskylten åter släckt, den slutade helt att fungera efter ett elektronikhaveri, och lagades inte med motiveringen att pengar saknades. Sedan 1985 ägs skylten av Cederroth, som i sin tur äger varunamnet Stomatol. Cederroth finansierade hela renoveringen och skyltens alla lampor kunde återigen tändas den 12 december 1986. Cederroth förvärvades år 2015 av den norska dagligvarukoncernen Orkla.
Stomatolskylten lever ett osäkert liv eftersom den inte går att kulturskydda. Något som tidigare fastighetsborgarrådet Kristina Alvendal ville ändra på. Söndagen den 22 november 2009, då skylten firade 100-årsjubileum, ägnades en halv dag på Stadsmuseet i Stockholm åt Stomatolskylten.

## Stomatolskyltens rörliga reklam

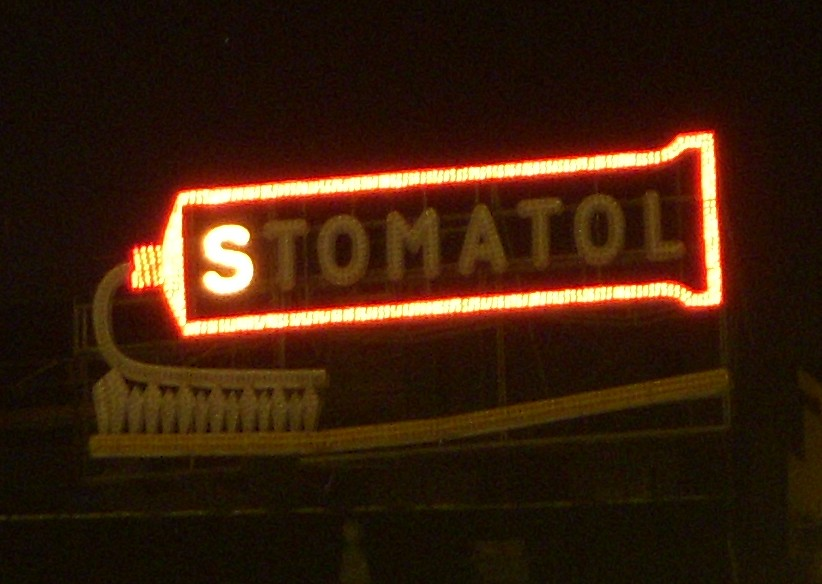
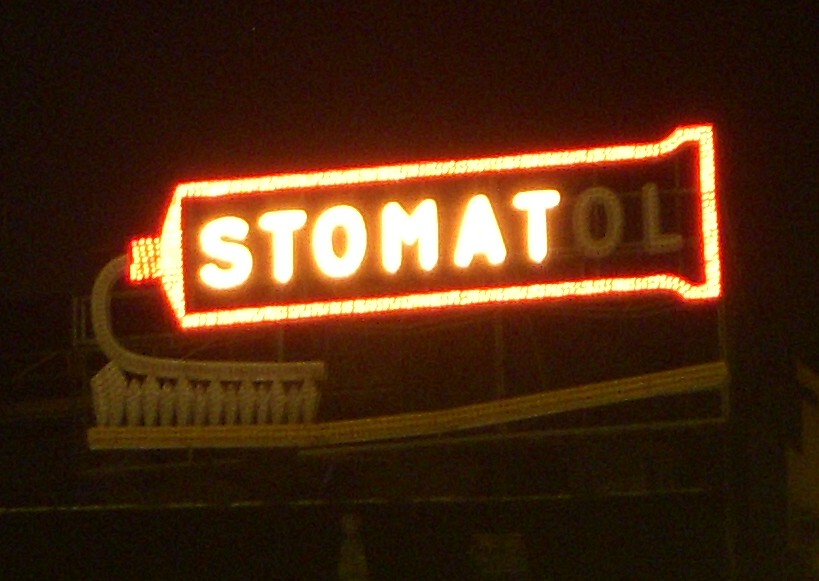
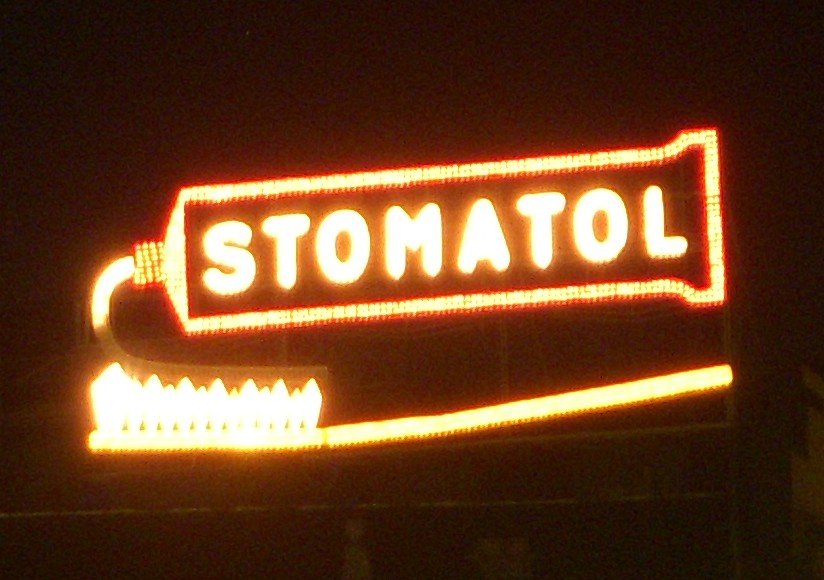
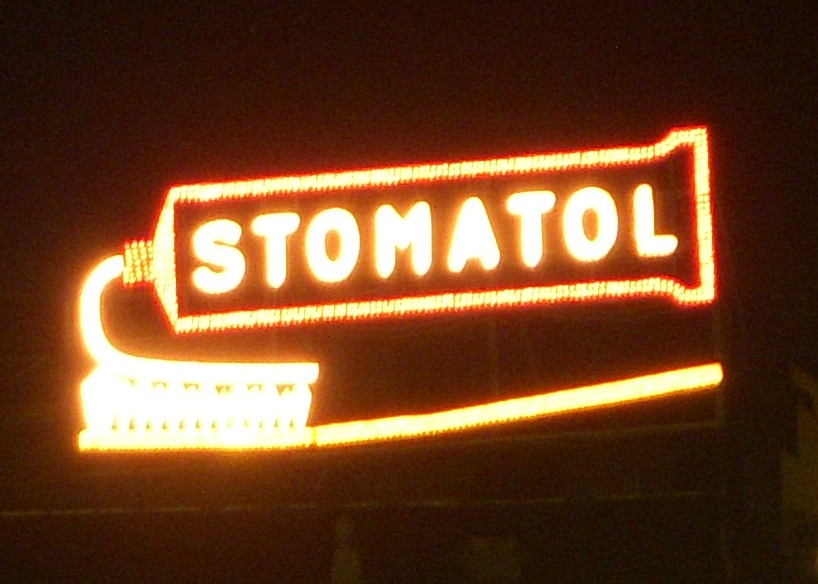

## Populärkultur
Stomatolskylten används flitigt i filmatiseringen av Stieg Trenters bok I dag röd med Stig Grybe och Örjan Ramberg i huvudrollerna. Skylten spelar en mycket viktig roll i både boken och filmen. I TV-serien Myggan huserar den tecknade rollfiguren med samma namn i en lägenhet just bredvid Stomatolskylten. Skylten har även använts som ett hinder i datorspelet Rummel och Rabalder för PC.[källa behövs]